# Psychotria pilosella
Psychotria pilosella är en måreväxtart som beskrevs av Adolph Daniel Edward Elmer. Psychotria pilosella ingår i släktet Psychotria och familjen måreväxter.

## Underarter
Arten delas in i följande underarter:
- P. p. erythrotricha
- P. p. pilosella
- P. p. camarinensis
- P. p. samarensis